# Церква Святого Петра (Левен)
Церква Святого Петра (нід. Sint-Pieterskerk} — католицька церква у місті Левен (Бельгія). Побудована у стилі брабантської готики. Розташована на міській площі Гроті-Маркт (Площа Ринок), прямо навпроти ратуші. Разом з дзвіницями-бефруа міст Бельгії та Франції церква включена у 1999 році до Списку об'єктів Світової спадщини ЮНЕСКО.

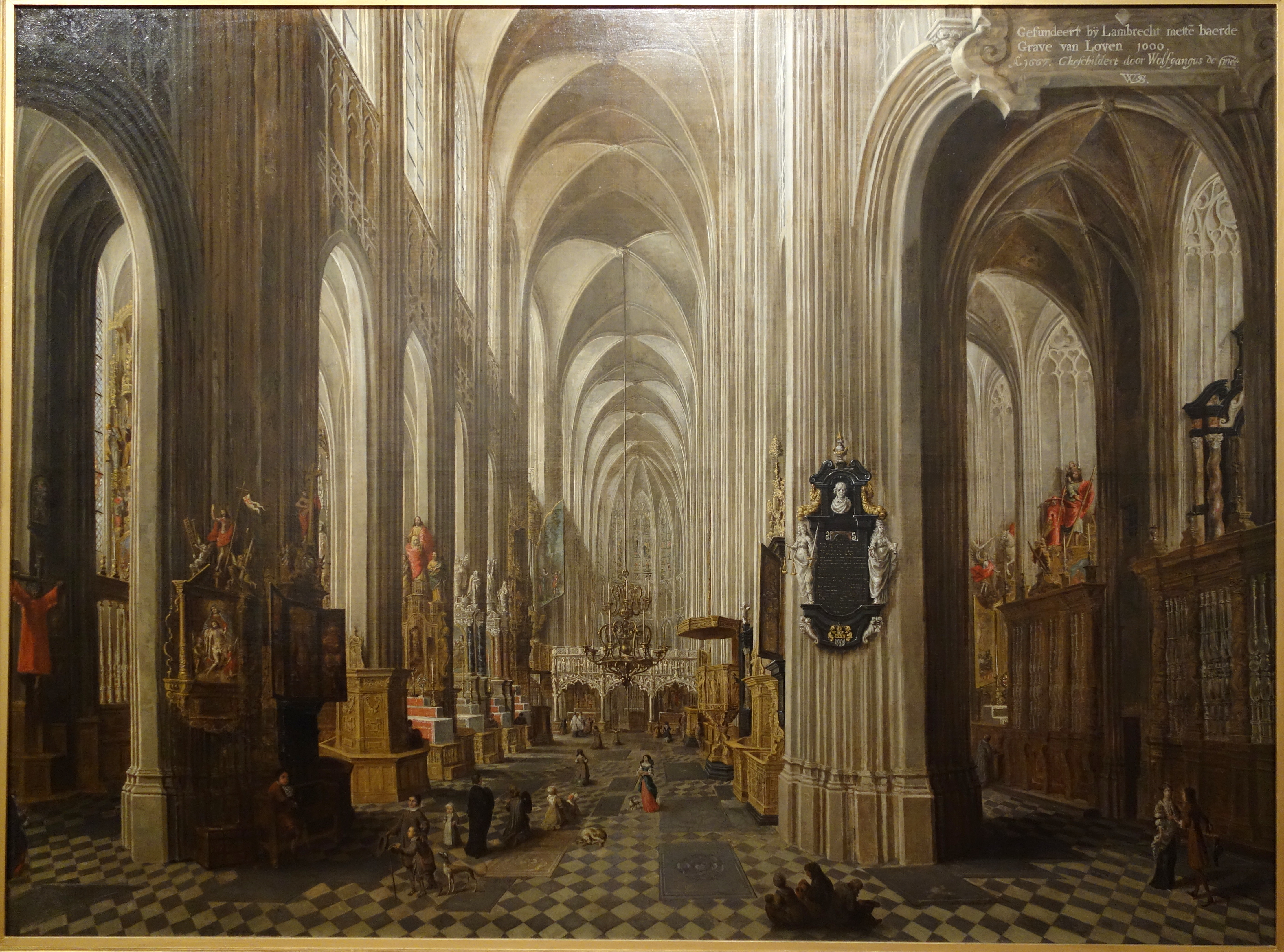
Вольфганг де Смет, «Інтер'єр церкви Святого Петра», 1667

## Опис

### Екстер'єр
Церква Святого Петра є тринавною базилікою з трансептом і хором. На середохресті встановлена неоготична сиґнатурка. Церква вважається родзинкою брабантської готики.

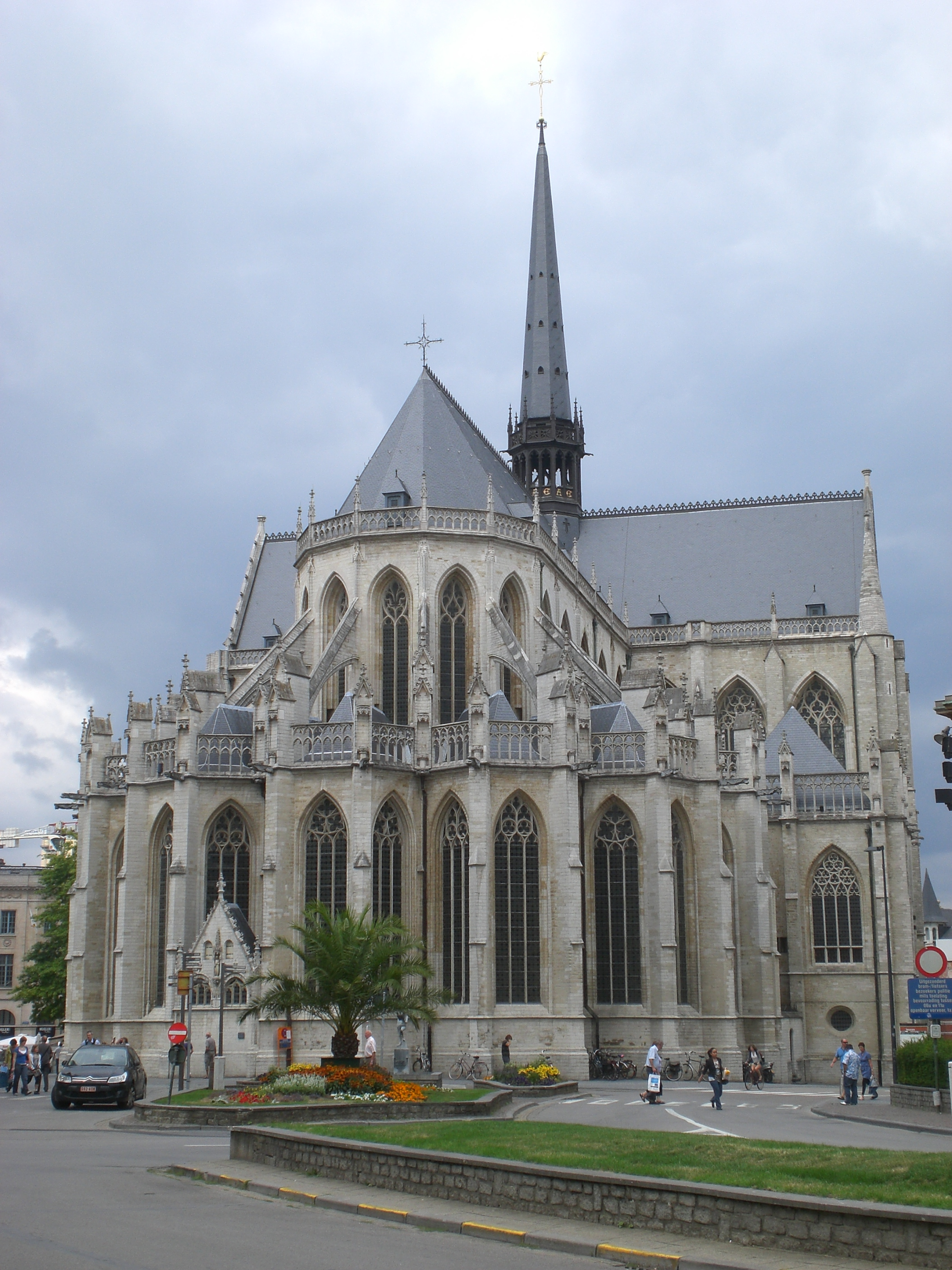
Загальний вид церкви
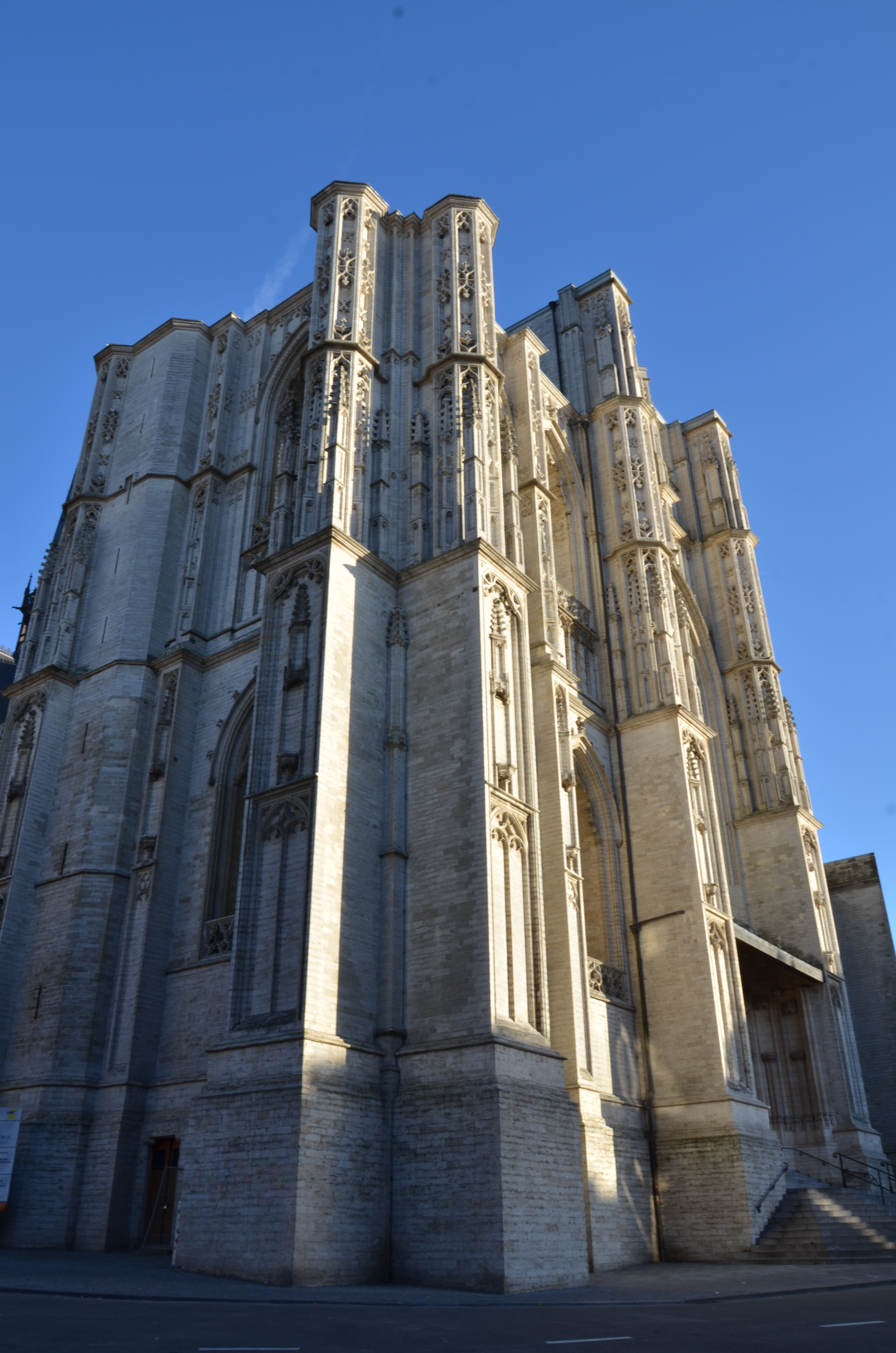
Незавершена вежа
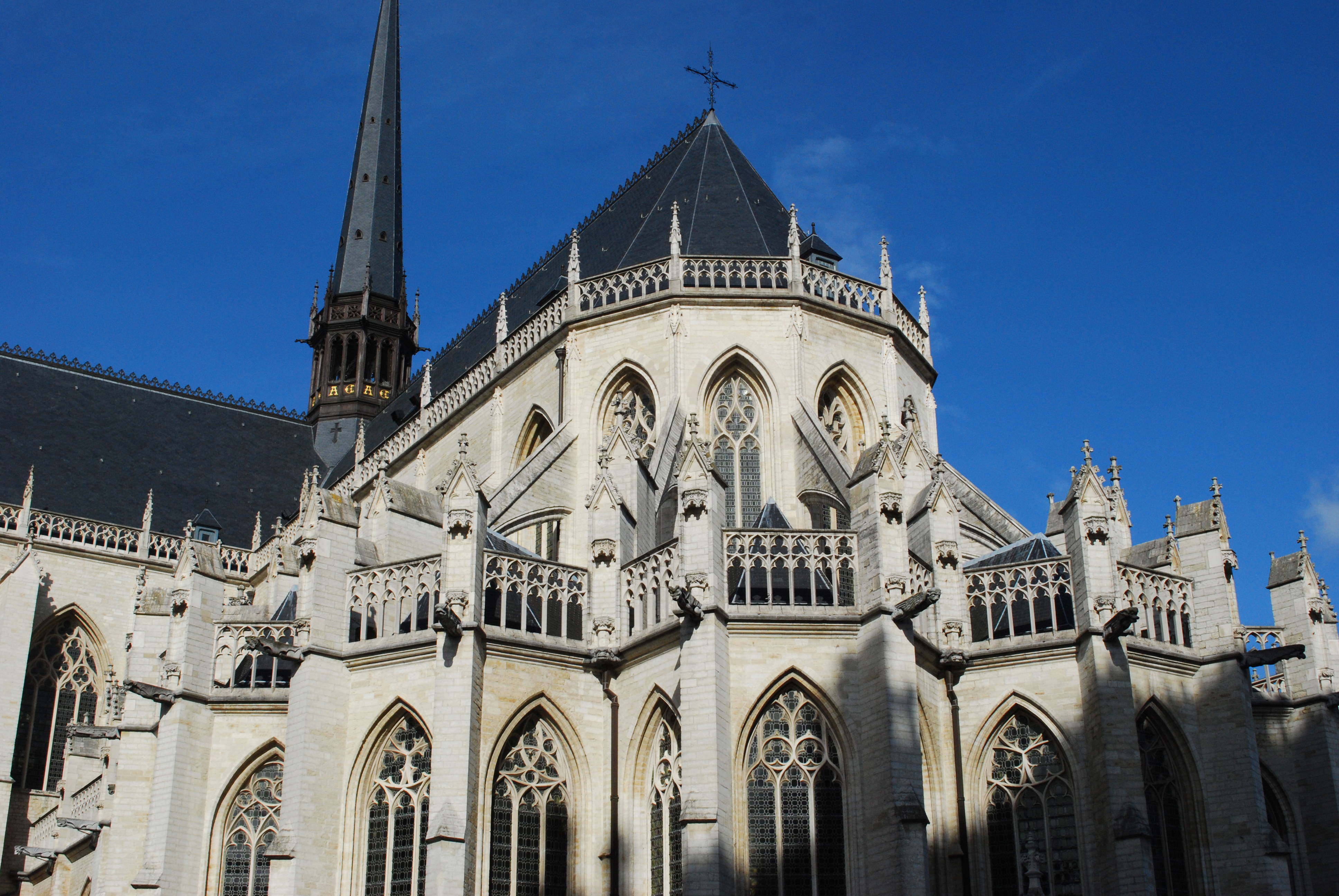
Хори і сиґнатурка
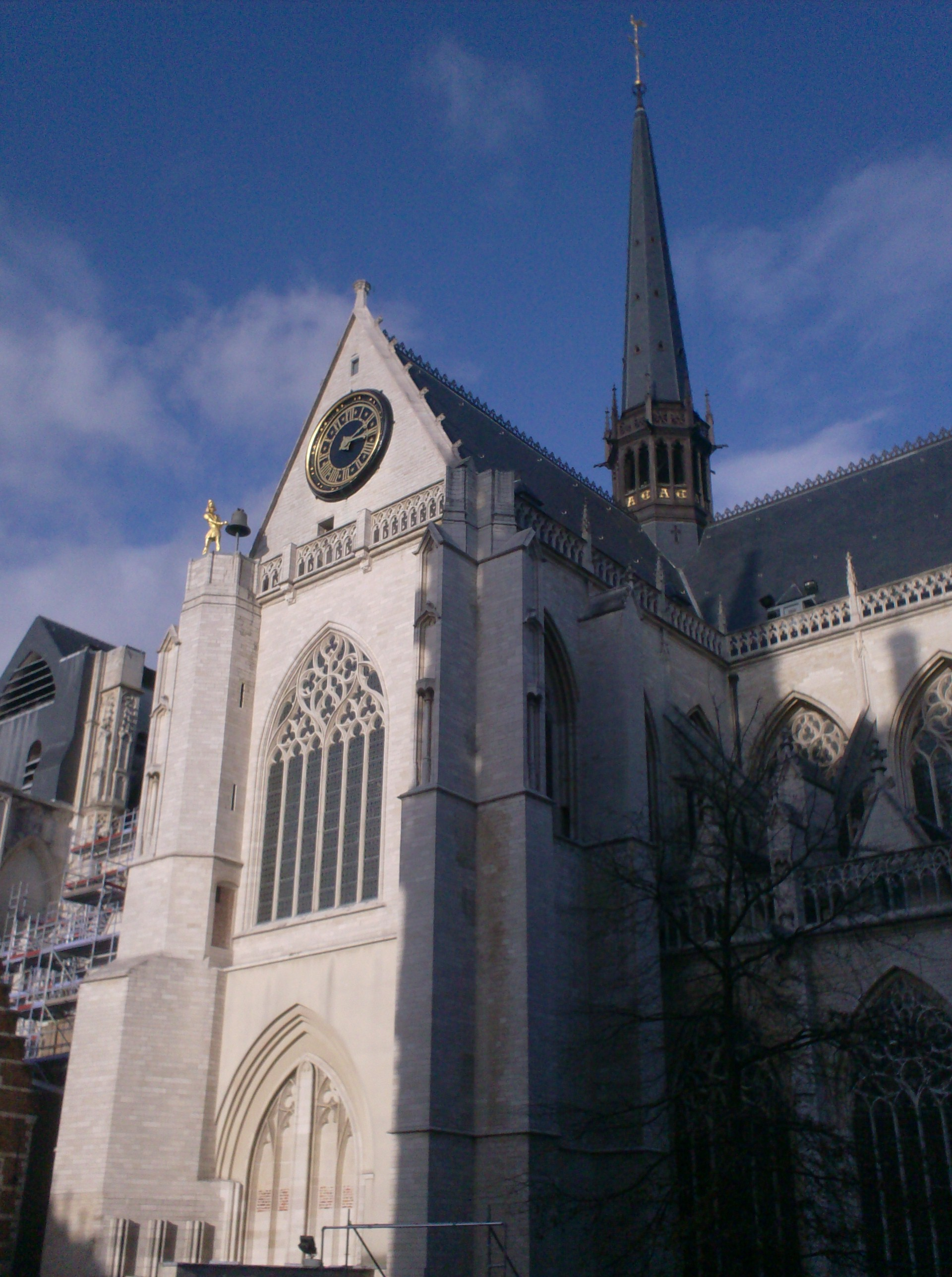
Південний трансепт
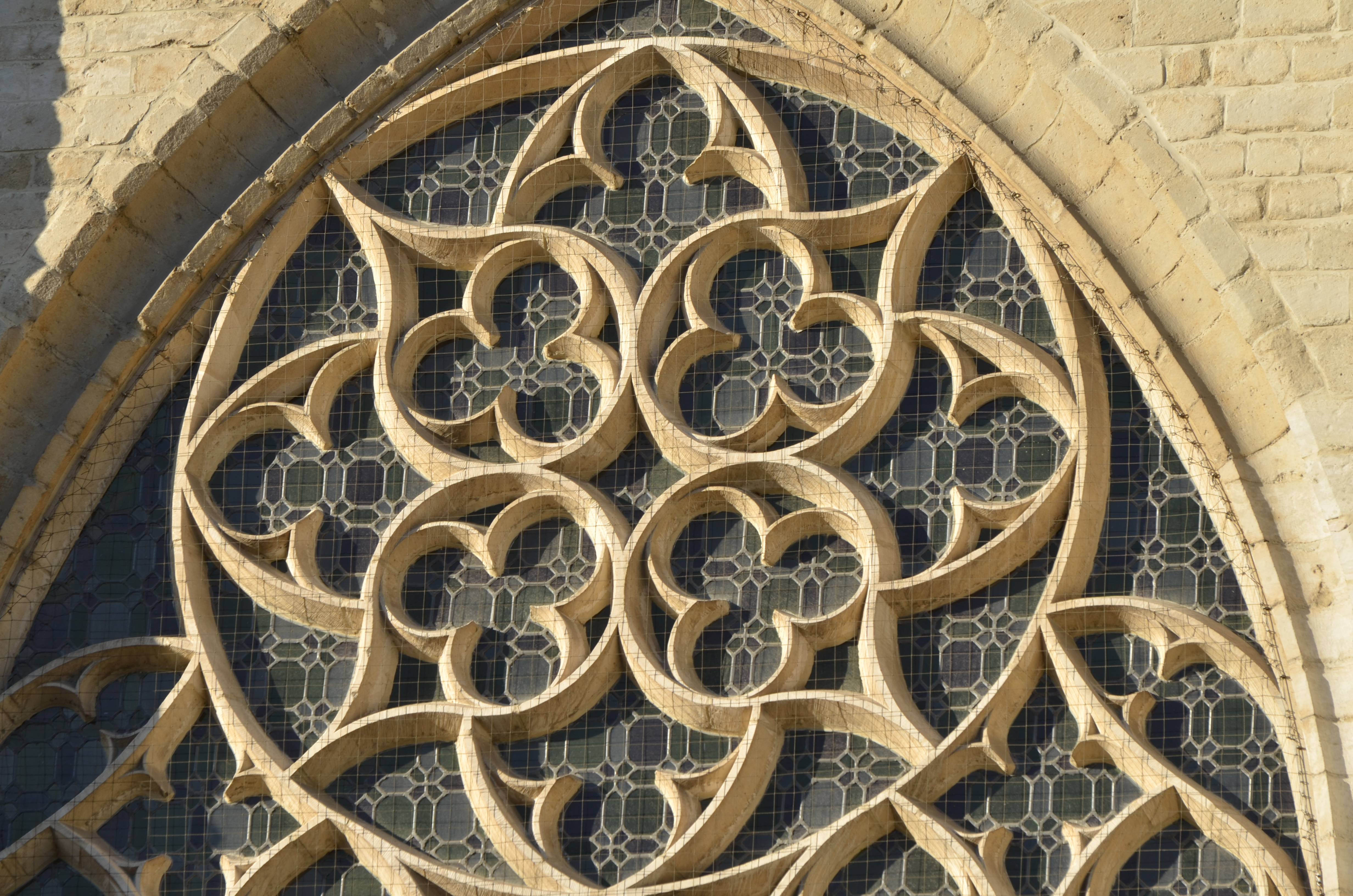
Готичне вікно
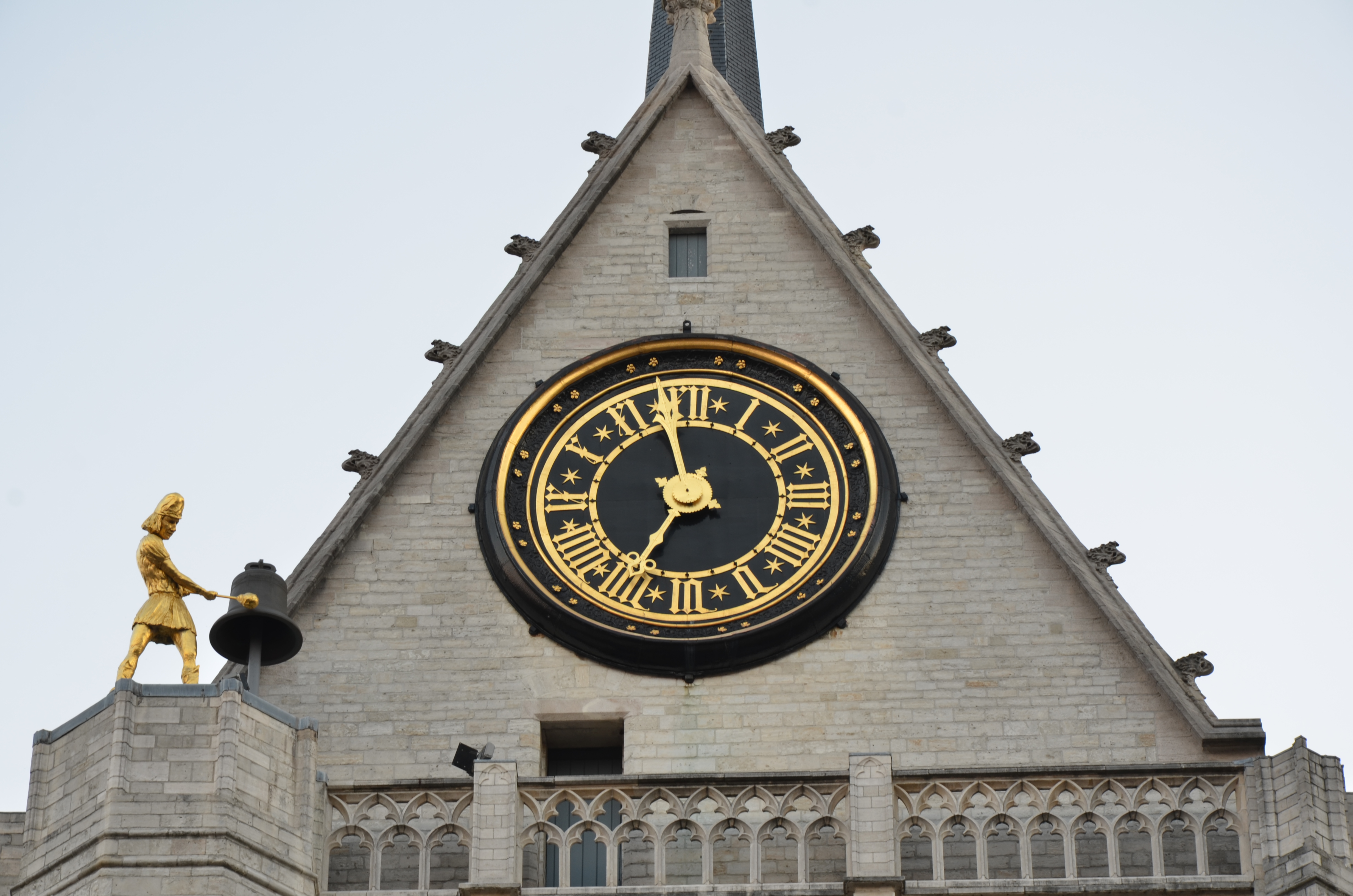
Годинник
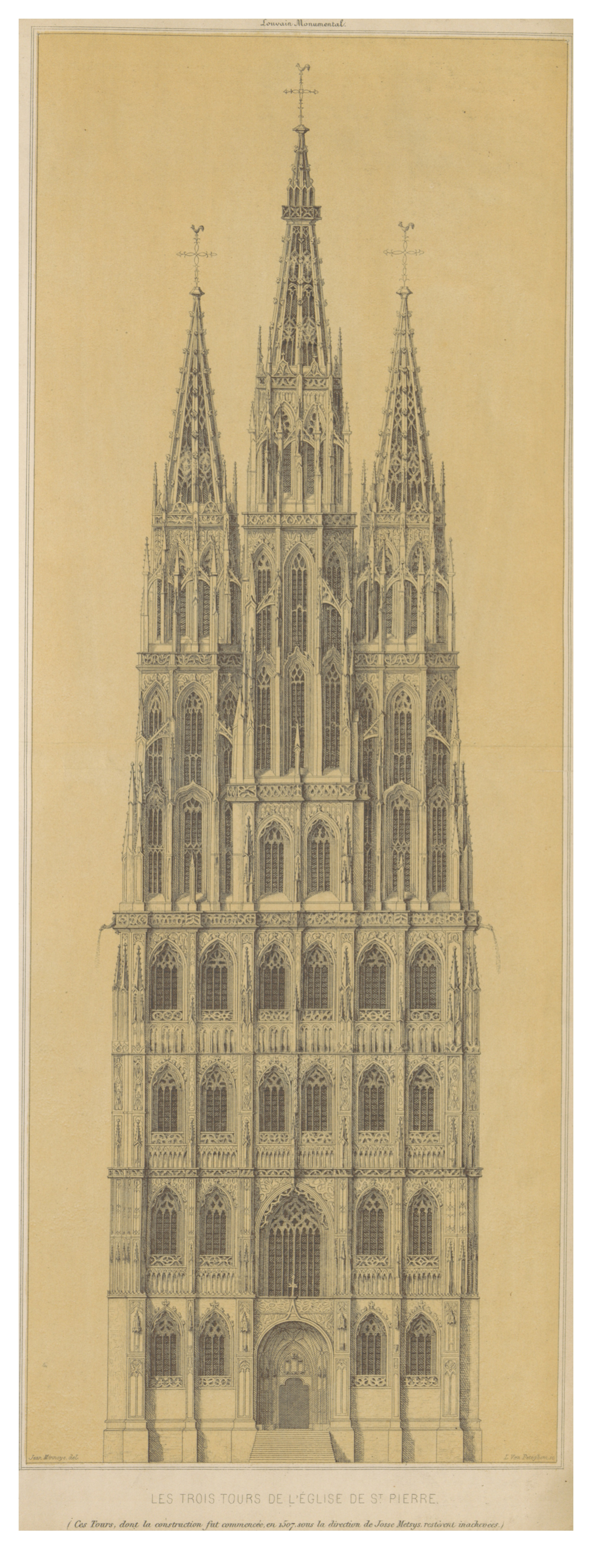
Три вежі (копія плану 1514 року)

### Інтер'єр
Основні пам'ятки в інтер'єрі церкви: романський склеп, готичне святилище (з могилою Генріха I Брабантського), готичний склеп, готична дарохранильниця (за проектом Матеуса де Лайєнса) і лекторій у стилі пізньої готики.

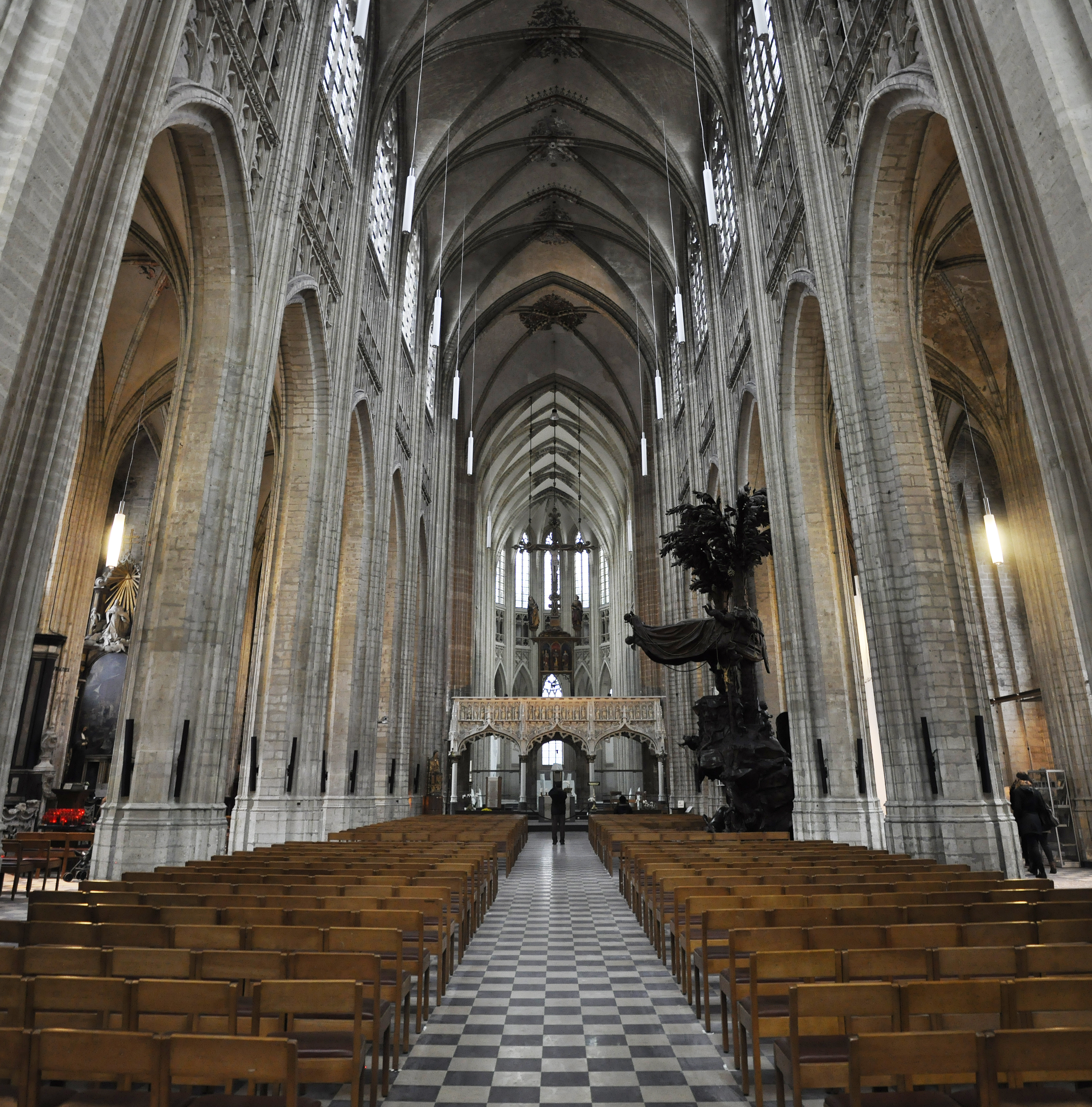
Центральна нава
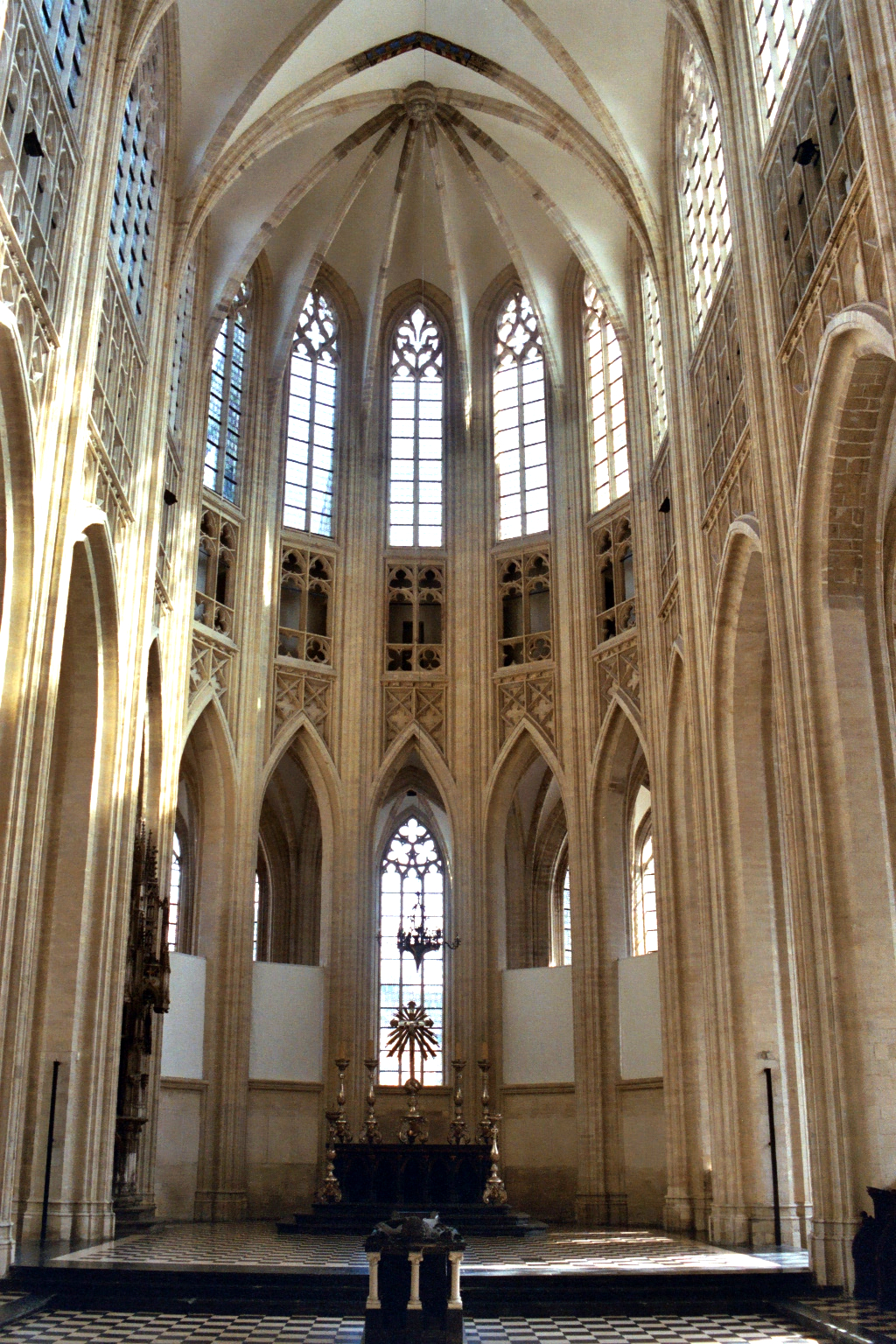
Пресбітерій
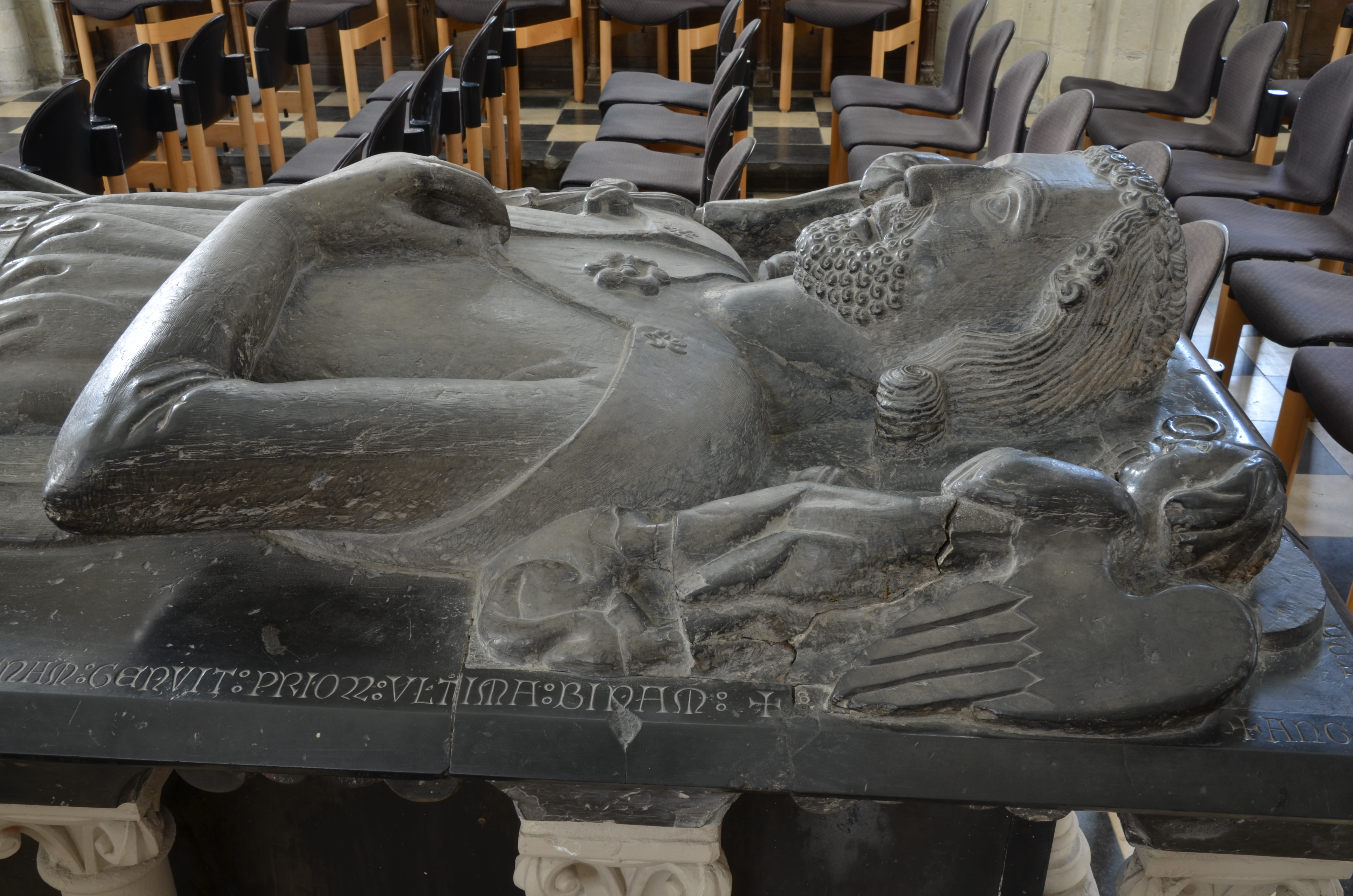
Надгробок Генріха I
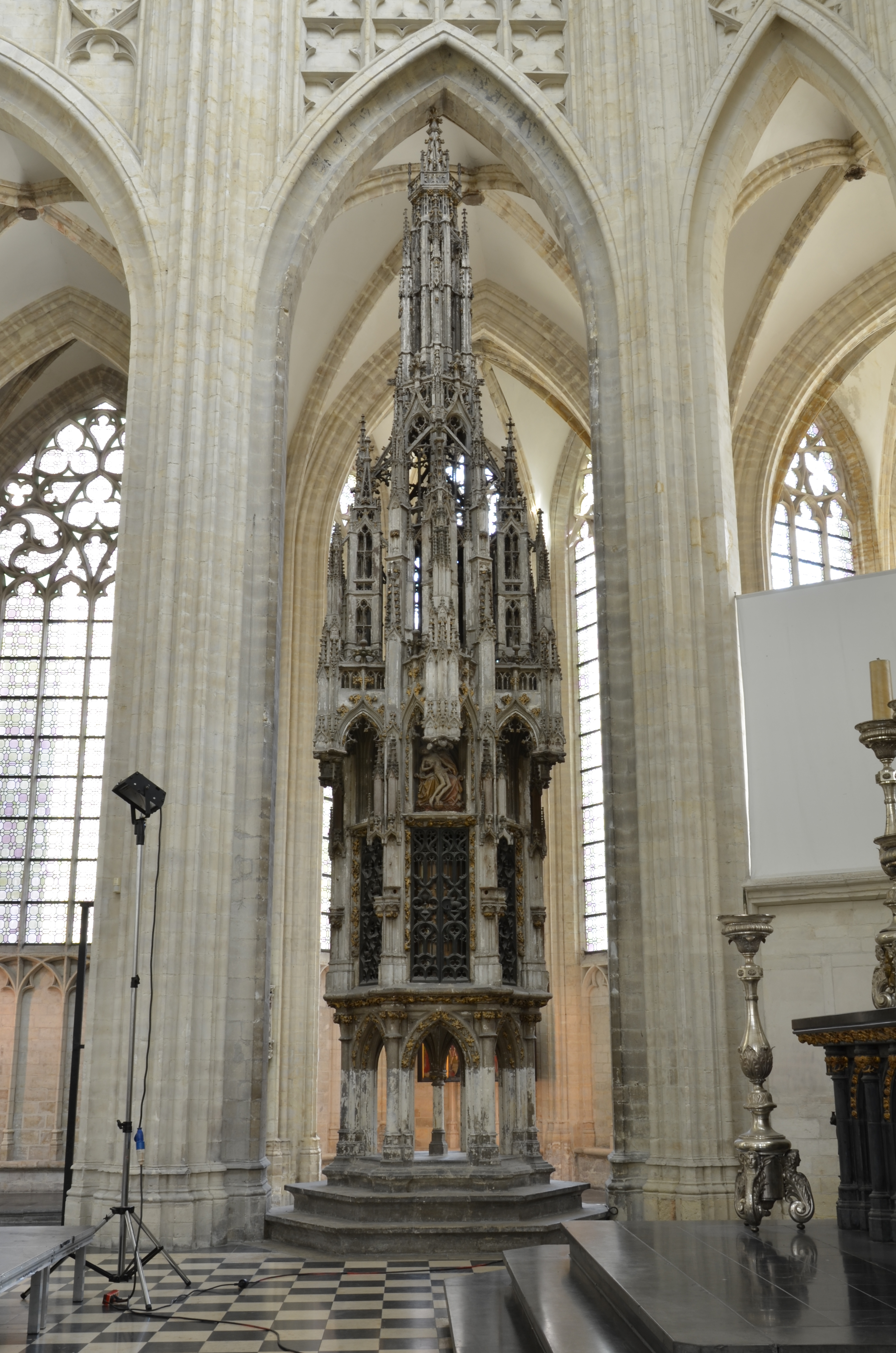
Дарохранильниця
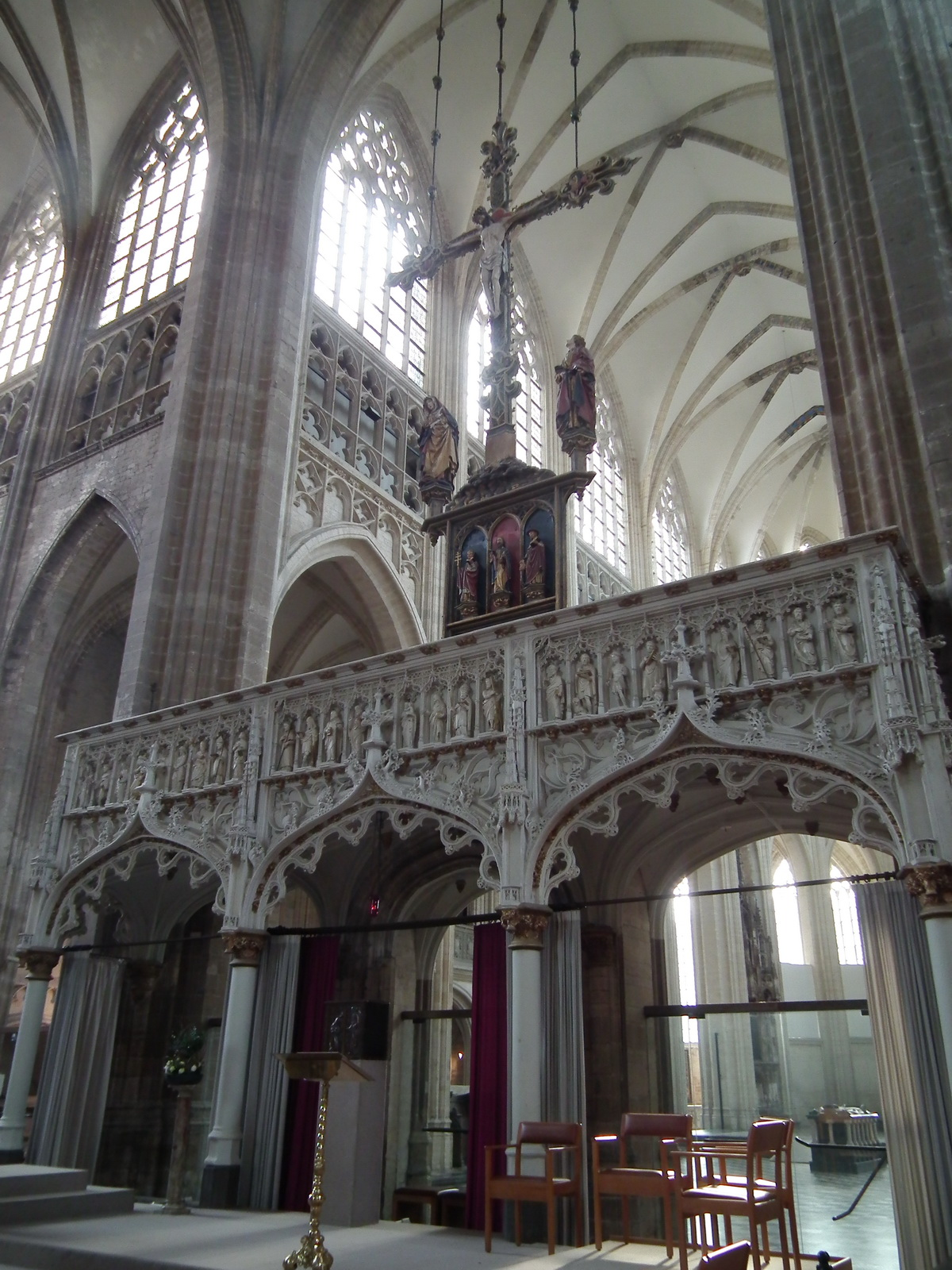
Лекторій

### Деталі оформлення
До деталей оформлення церкви можна віднести: купіль (приблизно 1490 рік), кафедру в стилі бароко, старовинні церковні меблі та колекцію релігійного срібла.

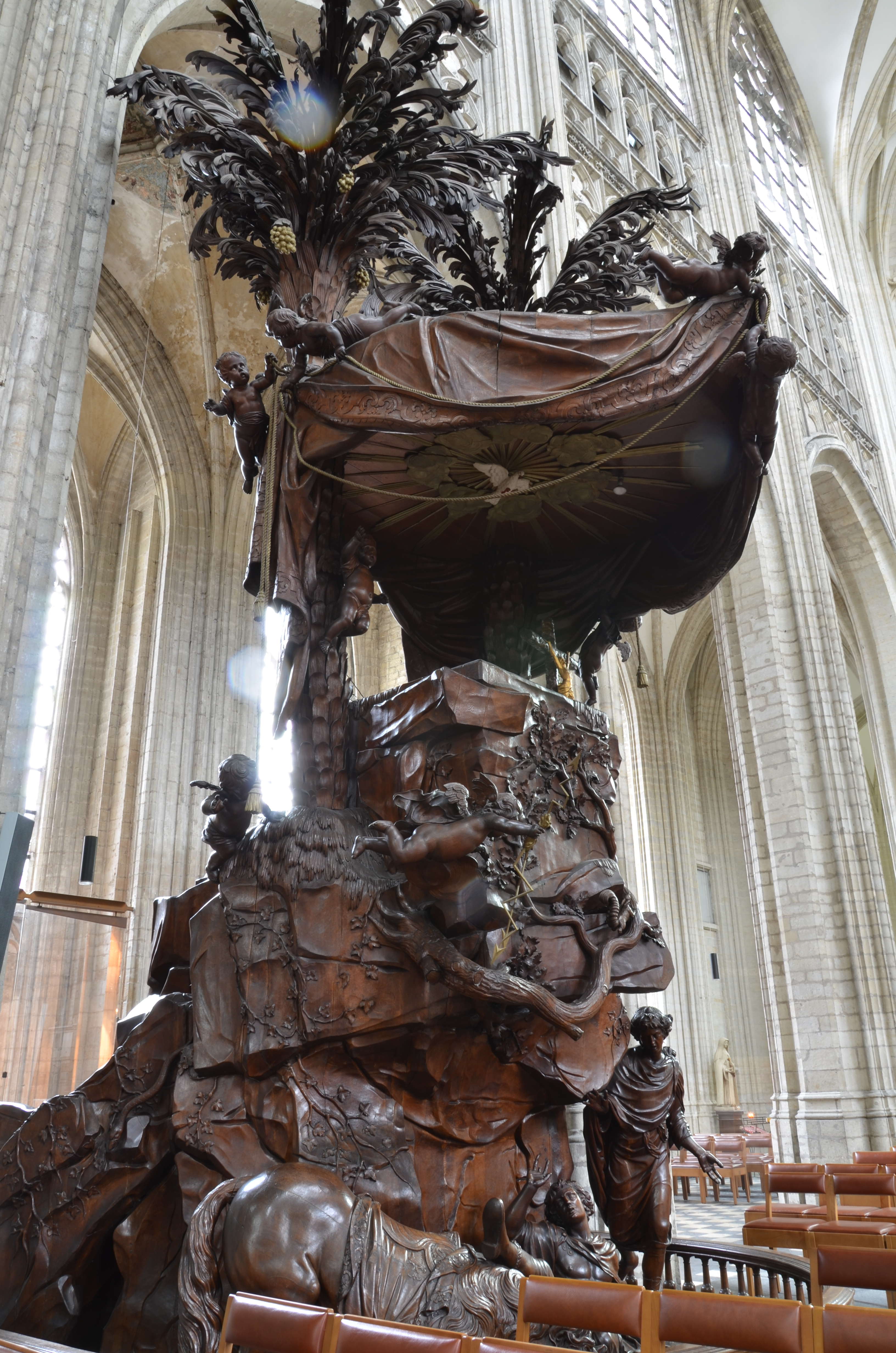
Барокова кафедра
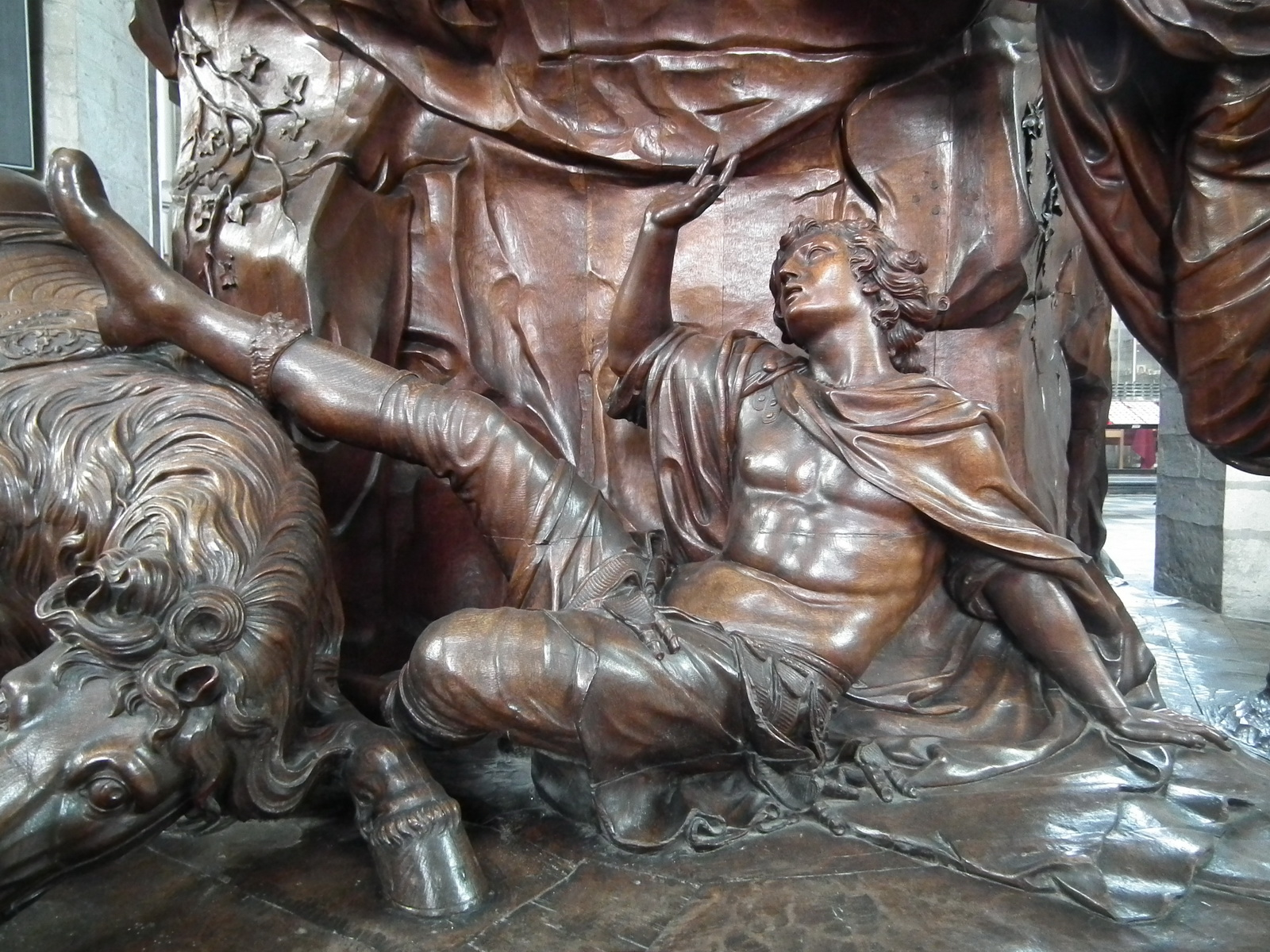
Кафедра (деталь)
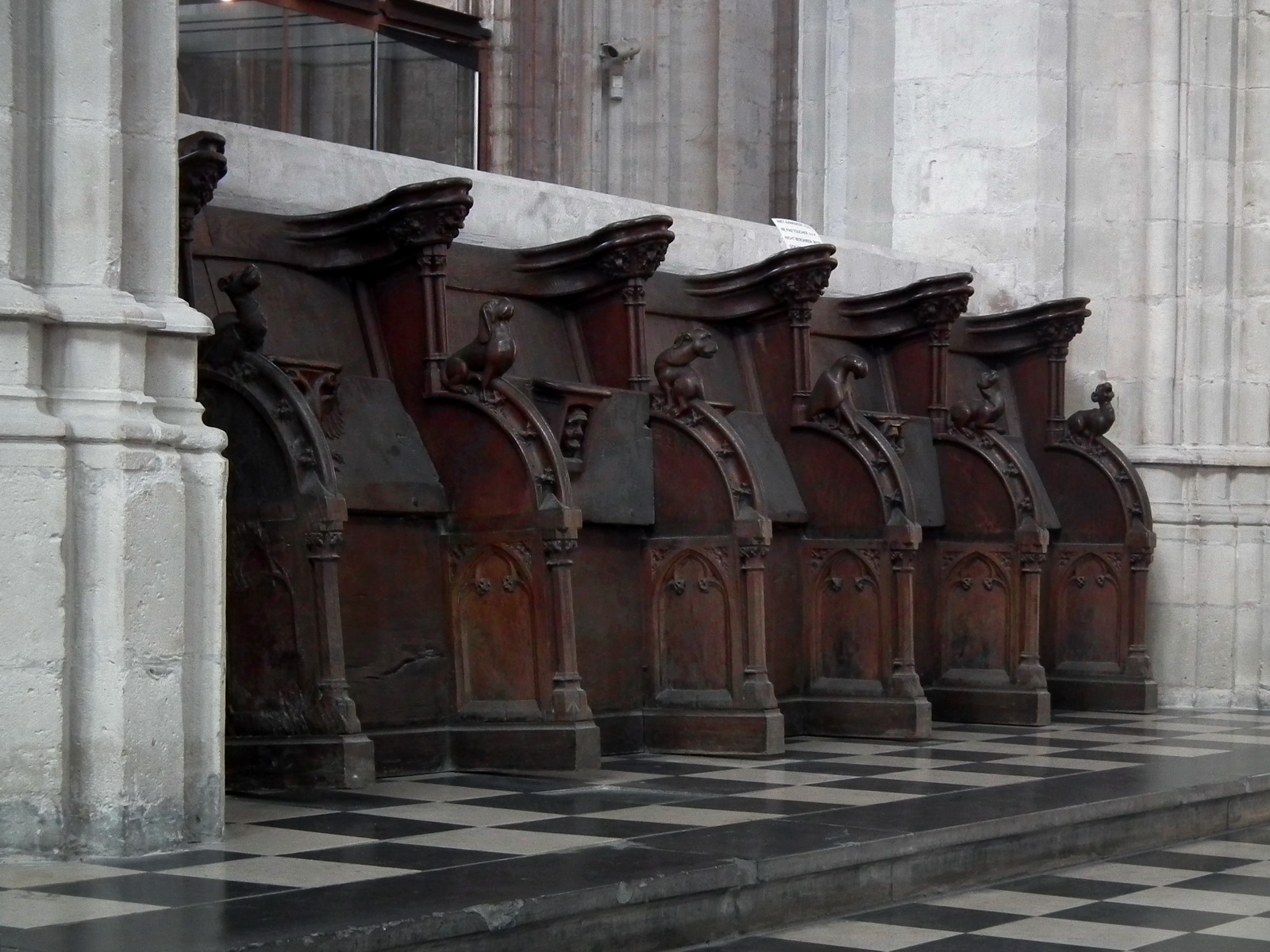
Крісла
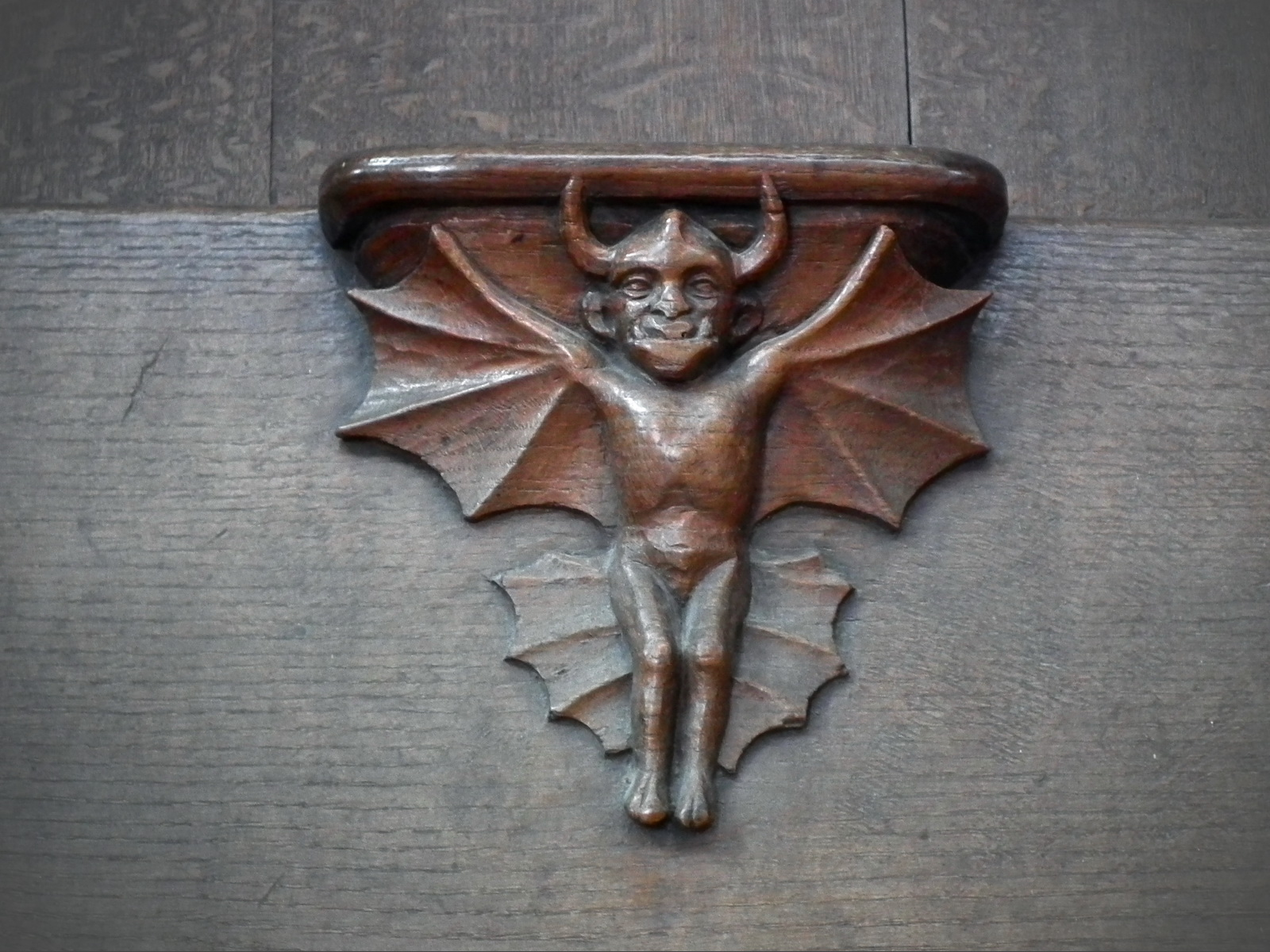
Деталь мізерикордії

### Скульптура
У церкві є багато скульптур, у тому числі «Трон Мудрості» (сидяча Мадонна з немовлям), Anna selbdritt (Свята Анна зі своєю дочкою дівою Марією й онуком Ісусом Христом) у стилі пізньої готики, «Христос на холодному камені» та інші скульптури епохи бароко.

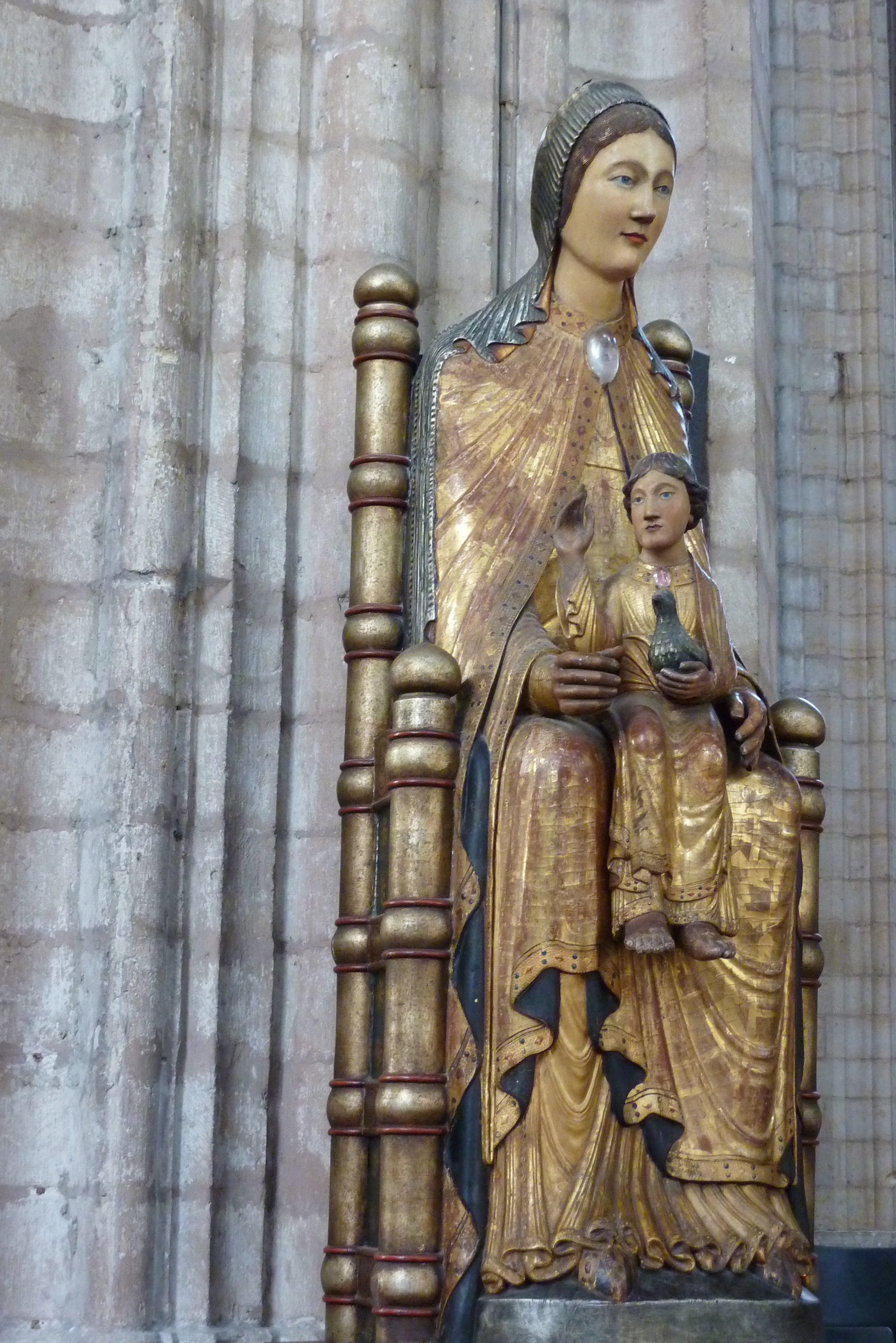
«Трон Мудрості»
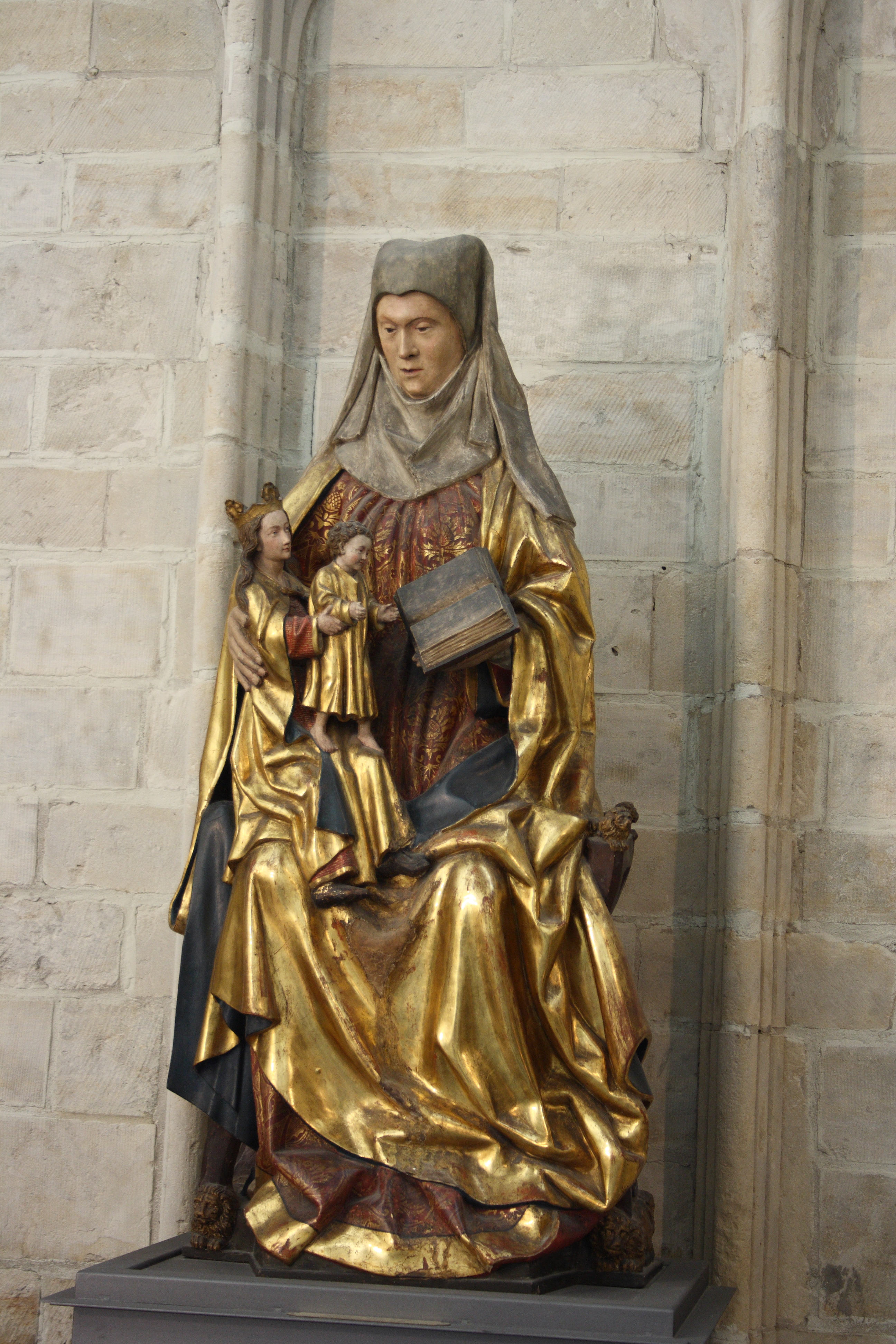
Anna selbdritt
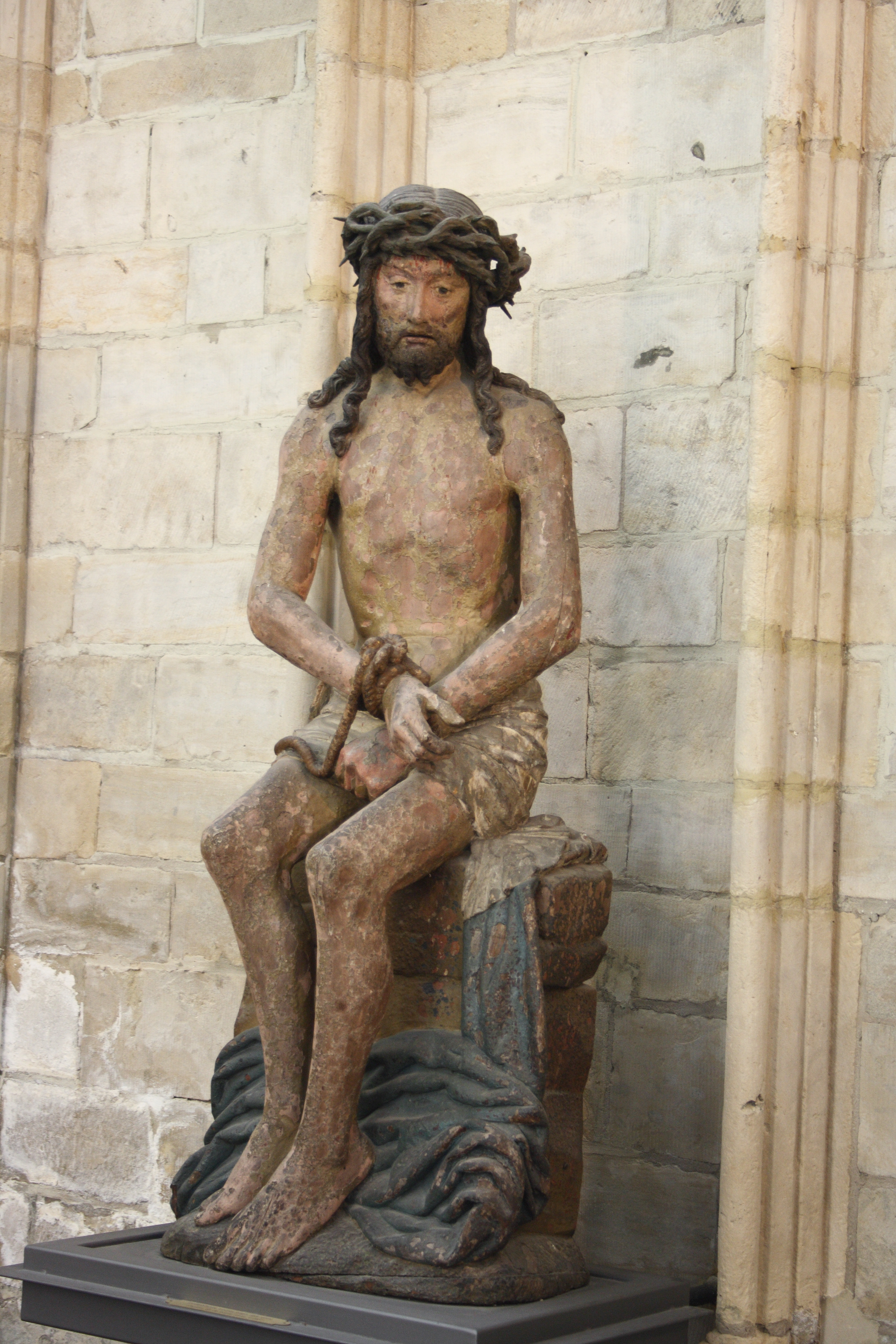
«Христос на холодному камені»
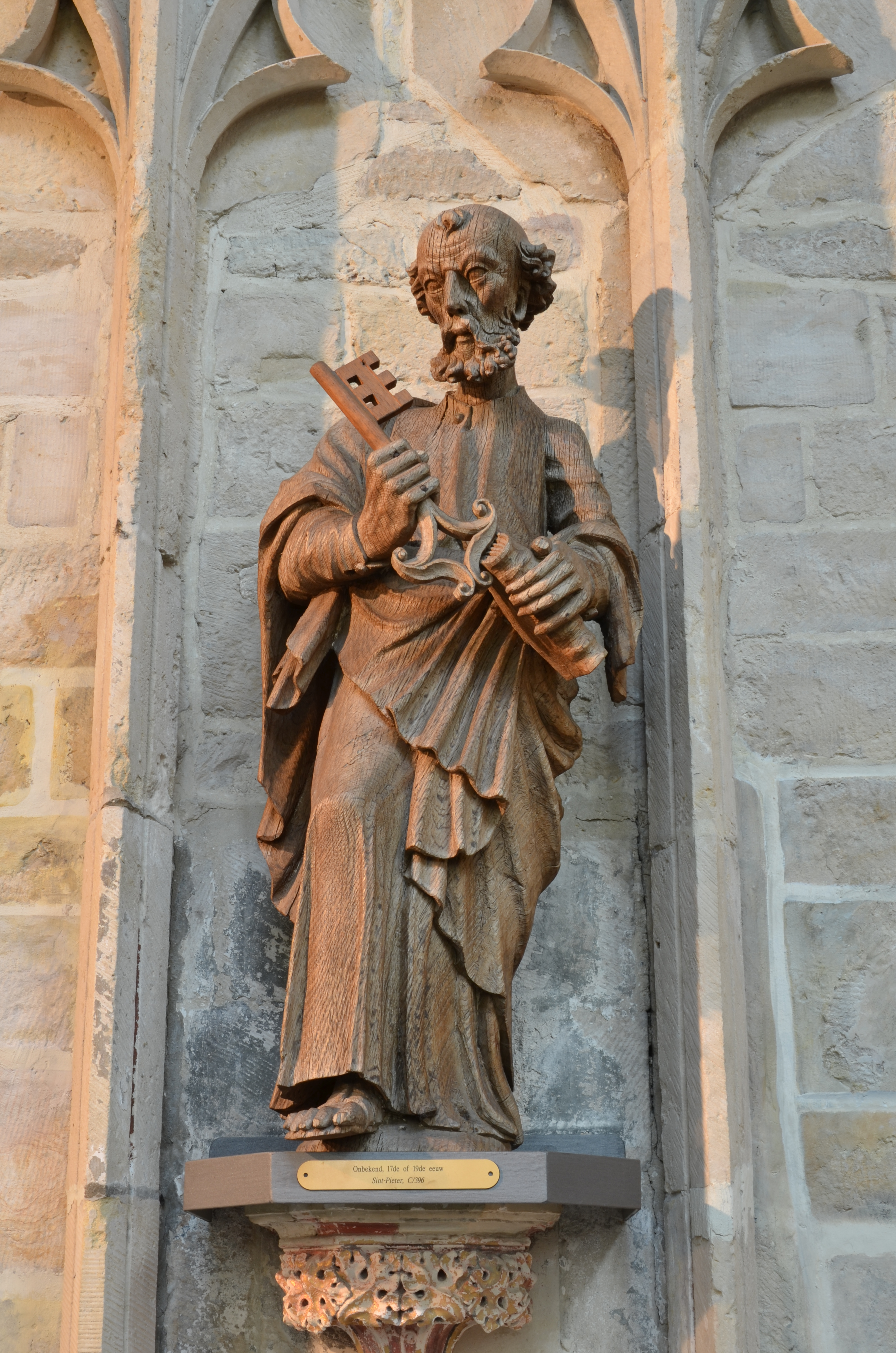
«Святий Петро»
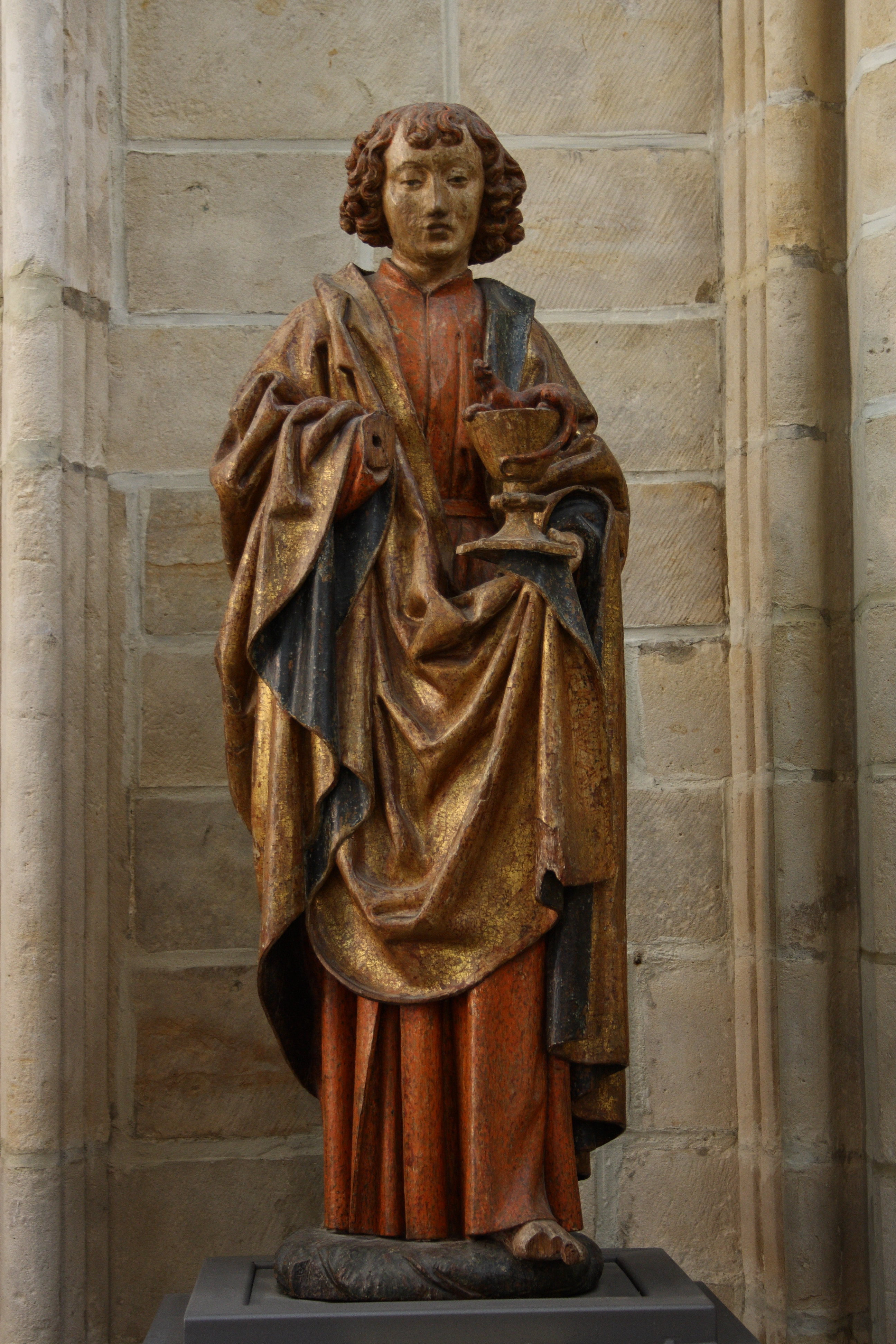
«Іван Богослов»
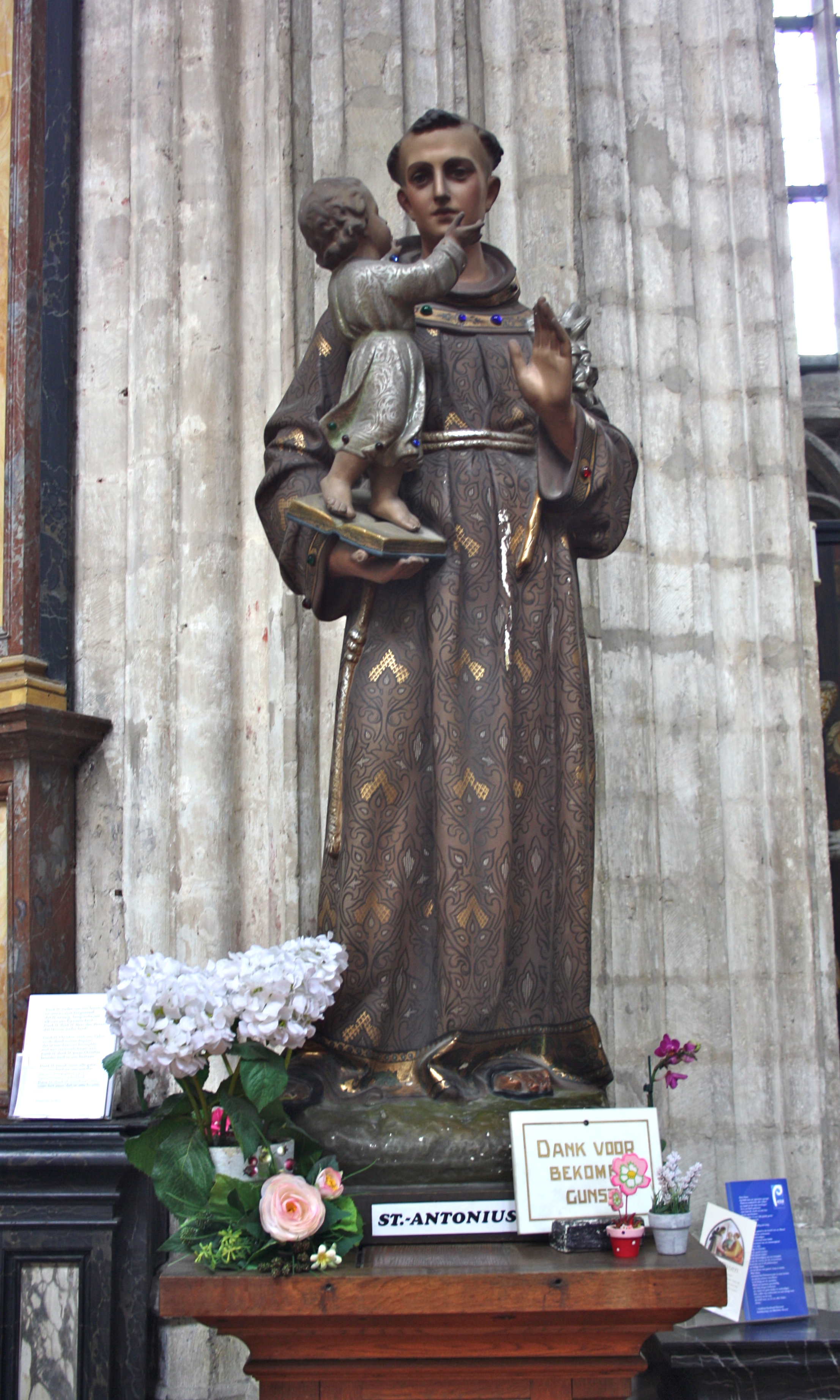
«Святий Антоній»
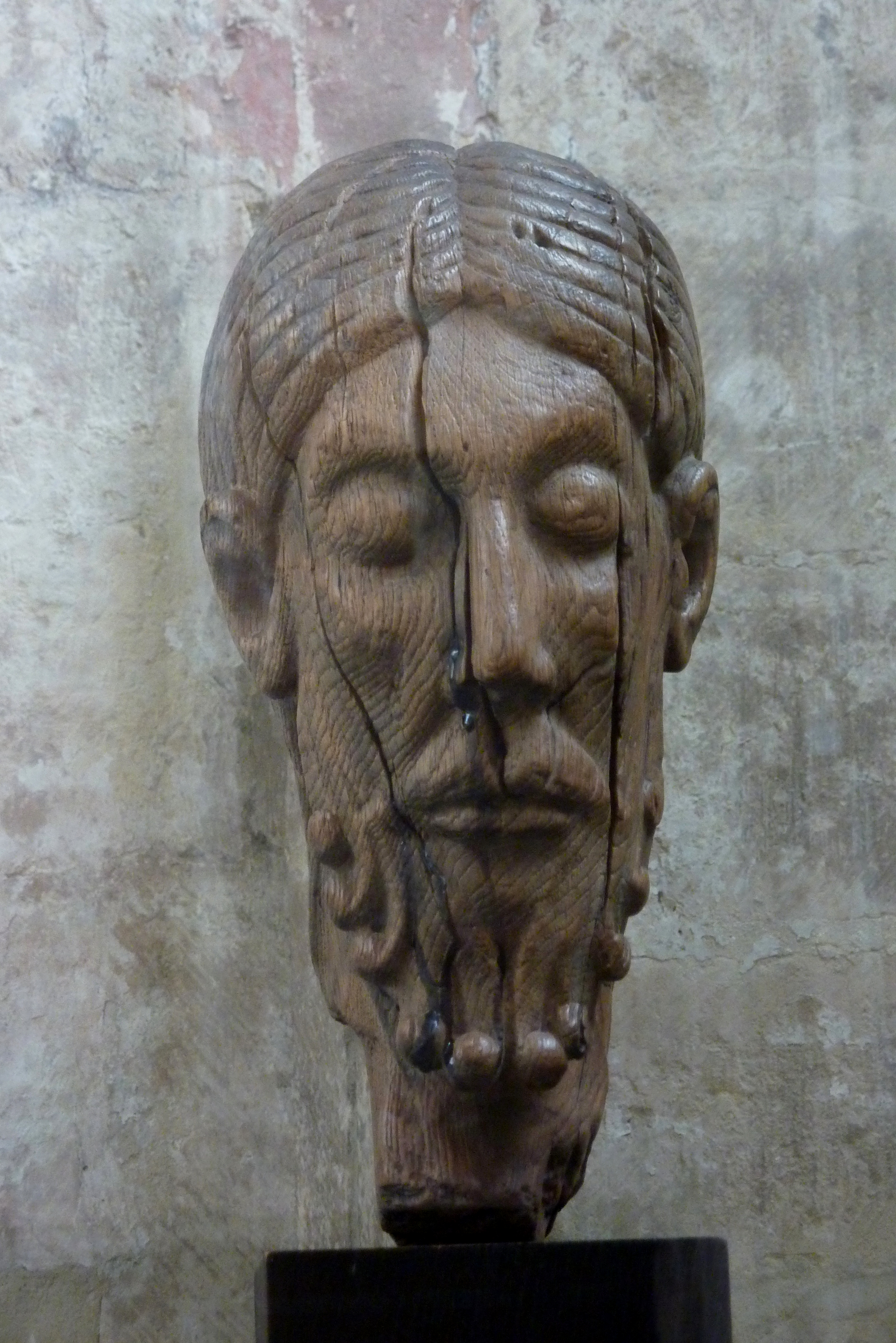
«Христос»

### Живопис
У скарбниці церкви Святого Петра знаходиться відомий «Вівтар Святого Причастя» Дірка Баутса з центральною картиною «Тайна вечеря». Цей триптих датується XV століттям і пройшов ретельну реставрацію у 1996—1998 роках. Тут також можна побачити картину «Мучеництво святого Еразма» того ж художника і ще один триптих у стилі пізньої готики, автор якого залишився невідомим.

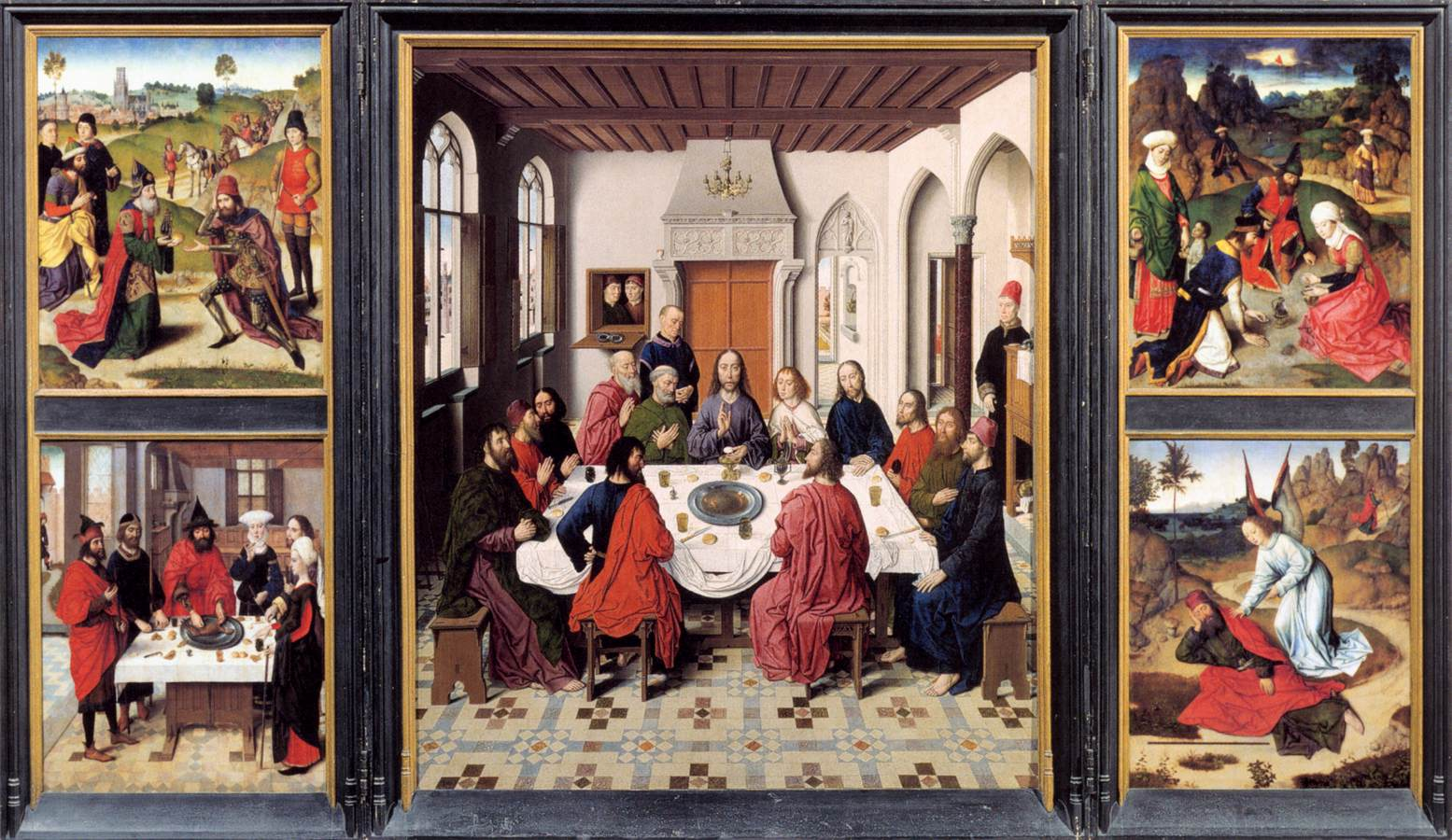
Дірк Баутс, «Вівтар Св. Причастя» (1464—1467)
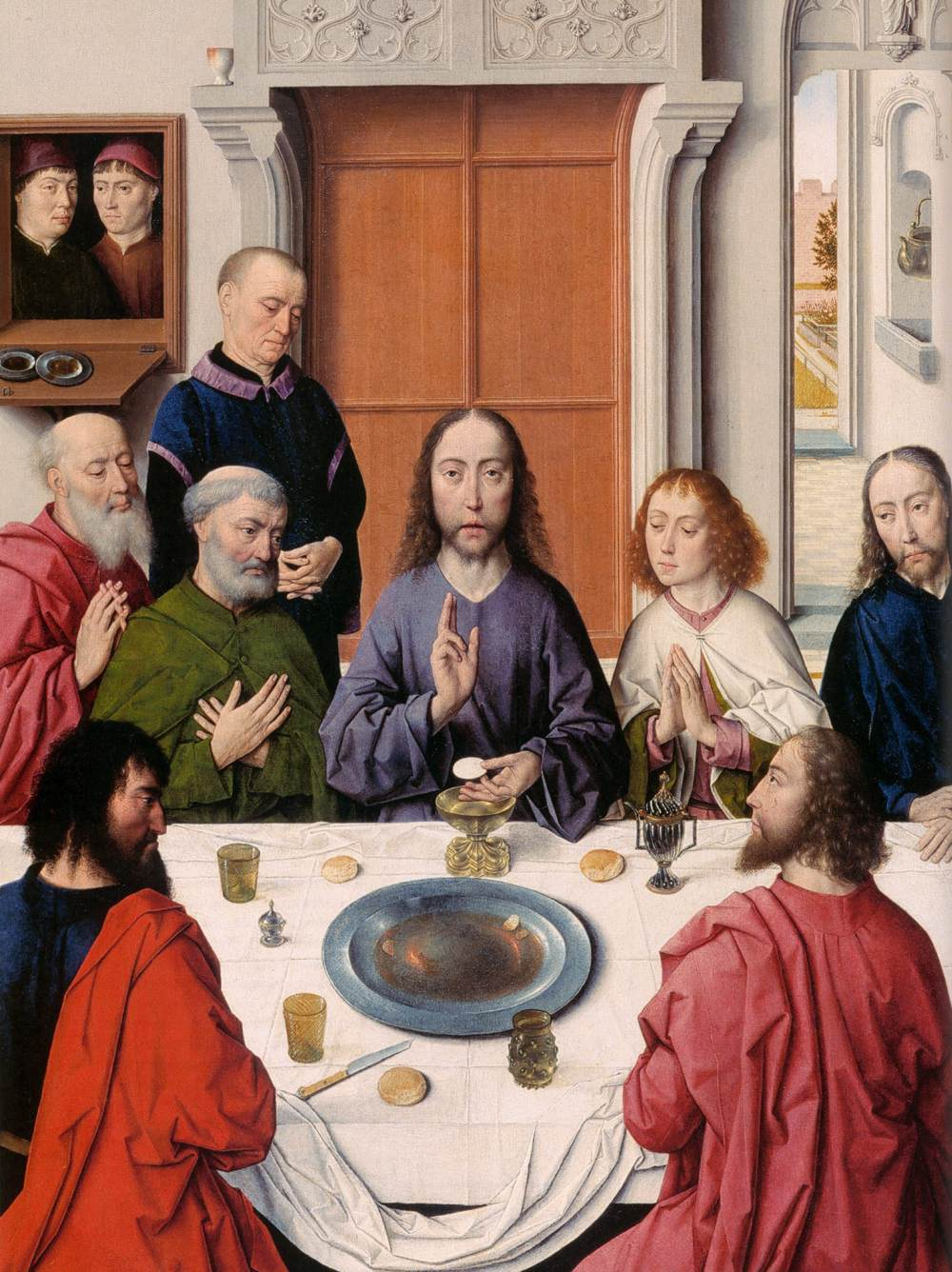
Дірк Баутс, «Тайна вечеря», центральна частина «Вівтаря Св. Причастя»
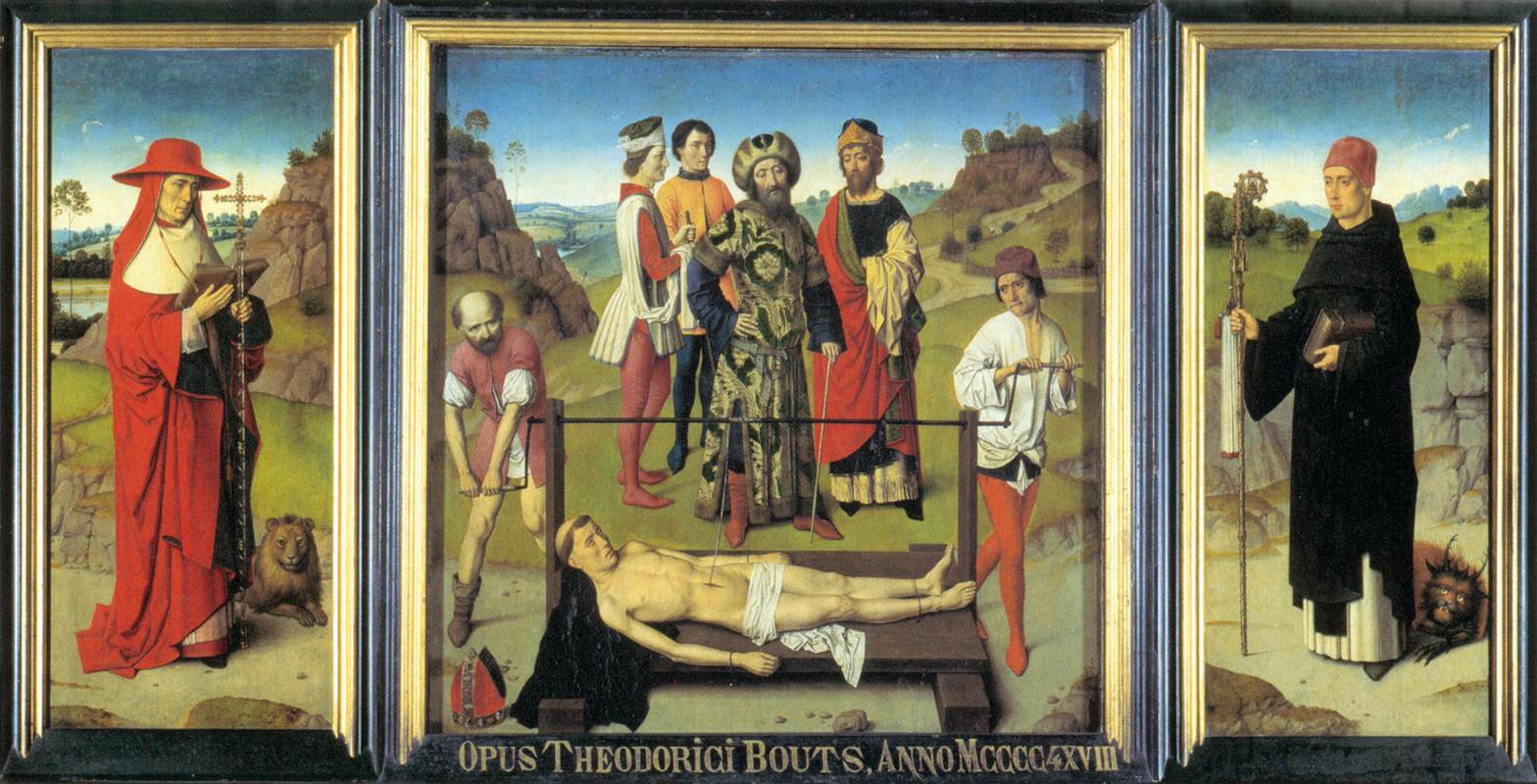
Дірк Баутс, «Мучеництво Св. Еразма»
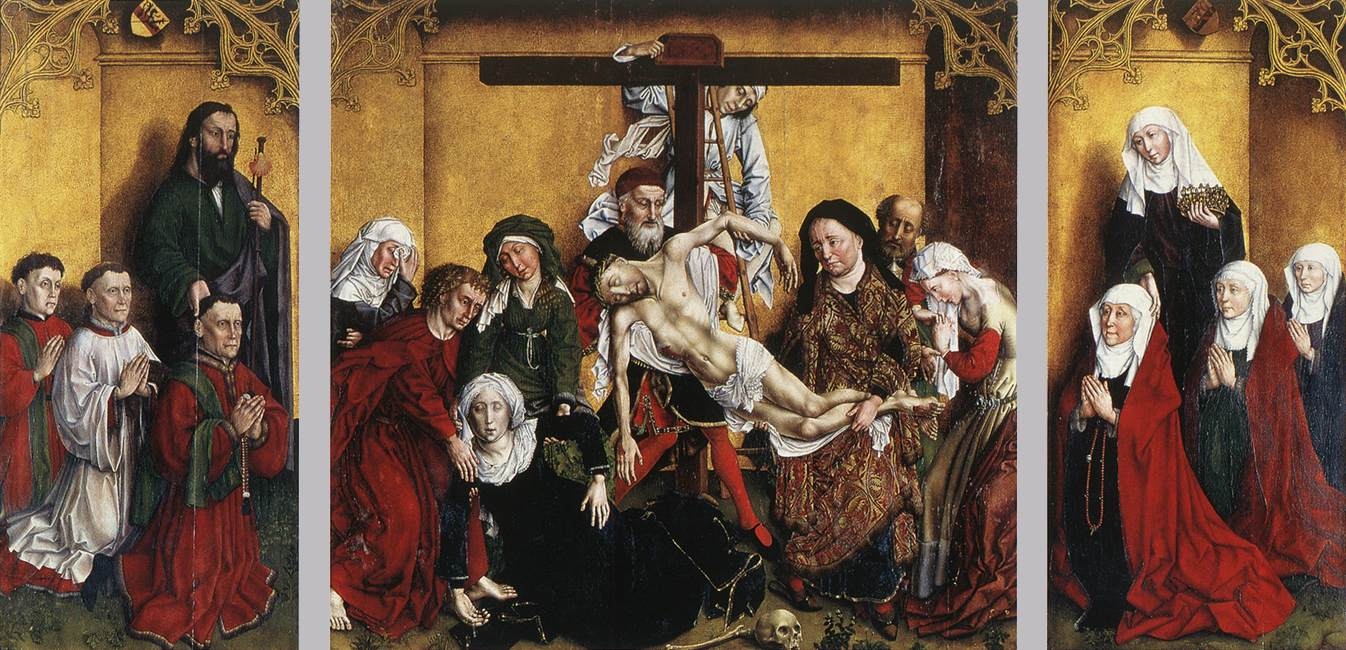
Триптих невідомого художника